# Heipker See (Naturschutzgebiet)
Der Heipker See ist ein etwa 24,6 Hektar großes Naturschutzgebiet in Leopoldshöhe im nordrhein-westfälischen Kreis Lippe.

## Lage
Das Gebiet mit der Objektkennung LIP-019 liegt auf dem Gemeindegebiet von Leopoldshöhe in der Ortschaft Heipke im Ortsteil Krentrup. Das Gebiet wird durch den Heipker See bestimmt und vom Heipker Bach durchflossen. Es wird im Osten durch den Flusslauf der Werre begrenzt. Die Werre bildet die Grenze zwischen Leopoldshöhe und Bad Salzuflen-Holzhausen.

## Charakteristik
Bei dem Naturschutzgebiet handelt es sich um einen Biotopkomplex mit zahlreichen Strukturelementen, der einen Abschnitt des Werretals mit Auenwaldrelikten, Grünland sowie ehemaligen Trockengrabungen umfasst. Durch die Abgrabungen ist der Heipker See als Stillgewässer entstanden. Das Gebiet ist als Rastplatz für durchziehende Vögel von Bedeutung.

## Zusammenhang mit anderen Schutzgebieten
Auf der Holzhausener Seite der Werre befindet sich im Osten das Naturschutzgebiet „Holzhauser Bruch“ mit rund 39,6 Hektar Größe (LIP-045).